# 投下
| ウィキペディアには「投下」という見出しの百科事典記事はありません（タイトルに「投下」を含むページの一覧/「投下」で始まるページの一覧）。 代わりにウィクショナリーのページ「投下」が役に立つかもしれません。 |